# Danmarks Jernbanemuseum
Danmarks Jernbanemuseum er en fire-stjernet turistattraktion beliggende i Dannebrogsgade i Odense, lige ved siden af Odense Banegård. Museet udstiller en omfattende samling af togvogne, lokomotiver, modeller af tog og færger og andre effekter. De udstillede genstande giver et indtryk af Danmarks jernbanehistorie, især for Statsbanerne. Museet er organiseret som en erhvervsdrivende fond, der ledes af en bestyrelse. Fonden modtager tilskud fra DSB og Banedanmark.
Udstillingen ligger i en stor lys hal, der tidligere var lokomotivremise og værksted. Udstillingens største damplokomotiv er eksprestogslokomotivet E 994. Udstillingen indeholder herudover et eksemplar af det første S-tog fra 1934, det første lyntog fra 1935 og flere af de kongelige salonvogne. Andre attraktioner tæller den orange rangertraktor fra spillefilmen Olsen-banden på sporet og et replika af Danmarks første lokomotiv, Odin fra 1846.
Rundt om i museet er der flere udstillinger. På balkonen findes udstillingen Danmarks Jernbanehistorie fra A-Z, der med effekter og mange modeller viser udviklingen fra 1847 til 1997. I forlængelse heraf er der endvidere en udstilling om sikkerhed før og nu. I et rum i stueetagen er der en udstilling med modeller af ca. en tredjedel af DSB's tidligere færger. Udenfor kører der minitog, og der er legepladser med jernbanetema både ude og inde.

## Danmarks Jernbanemuseums værksteder
Danmarks Jernbanemuseums værksteder er den del af museet der står for vedligeholdelse, restaurering og drift af museets rullende materiel. Arbejdet er baseret på frivillig arbejdskraft, under ledelse af museets ansatte.
Man kan endvidere leje veterantog (damp, diesel eller motorvogne) for op til 250 personer, som sammensættes efter ønske af ældre personvogne og evt. en barvogn.
Før 1. januar 2015 var Danmarks Jernbanemuseums Værksteder kendt under navnet Museumstog. Navnet var en rest fra en tid, hvor Danmarks Jernbanemuseum og Museumstog var to forskellige afdelinger af DSB. Navneændringen skete for at tydeliggøre tilhørsforholdet til Danmarks Jernbanemuseum og for at gøre det lettere at indhente informationer om Danmarks Jernbanemuseums aktiviteter.

Danmarks Jernbanemuseum består i dag kun af værkstedet i Odense. Tidligere rådedes der tillige over værksteder i København, Roskilde og Randers:

### Odense
I Odense arbejder man med mindre stabiliseringsopgaver på det udstillede materiel, samt vedligehold af det materiel, der anvendes i forbindelse med museets veterantog. Der er til tider også plads til mindre restaureringsprojekter. I Odense rådes der over spor 20 og 21 i den rundremise hvor selve museet ligger, samt et tømrerværksted i en separat bygning.

### Marslev
I Marslev (ca 10 km øst for Odense), har museet erhvervet en 5,5 hektar stor grund, hvor der i første omgang (2023-2025) er opført en ni-sporet magasinhal, med 2,1 km spor, i fugtstyret klima. På sigt er det ønsket at udbygge området med både værksteder, frivilligfaciliteter, lager og smågenstandsmagasin. Alt det rullende materiel, som ikke er udstillet i Odense, opbevares her.[kilde mangler]

## Galleri
- Replika af Odin, Danmarks første lokomotiv fra 1846.
- Damplokomotiv litra P 931 fra 1910.
- Toetages personvogn DSB CO 10498 fra 1900.
- 1. generations S-tog fra 1933.
- Diesellokomotiv litra MY 1101 fra 1954.
- Lyntog litra MS fra 1935.
- Triangel-bus-bus fra 1935.
- Arbejdskøretøj fra ca. 1926.
- Rangertraktor fra 1953 der medvirkede i Olsen-banden på sporet.
- Sneplov DSB nr. 8 fra 1869.
- Alt afhængig af vejret køres med minitog inde eller ude.
- Model af styrevogn litra Bns fra 1972.
- Modeller af M/F Prins Joachim og M/F Dronning Ingrid.
- Sikringsanlæg fra Funder Station.
- Banearbejder i gamle dage.

## Ekstern henvisning
- Wikimedia Commons har flere filer relateret til Danmarks Jernbanemuseum
- Danmarks Jernbanemuseums hjemmeside
- Artikel om besøg på Danmarks Jernbanemuseum i efteråret 2006 Arkiveret 11. marts 2007 hos  Wayback Machine